# 王家灣張氏家族墓
王家灣張氏家族墓位於四川省巴中市通江縣，文物遺址年代判定為清。2012年7月16日公佈為第八批四川省文物保護單位。

## 簡介[2]
王家灣張氏家族墓位於四川省巴中市通江縣龍鳳場鄉石婆山村四組王家灣，建於清光緒十五年（1889），面向西南，為張心孝及趙、易氏與子張東平及劉氏五人合墓，石室墓，由墓塚及墓碑、陪碑、石獅、桅杆組成，彩繪。占地面寬7公尺，進深21.47公尺，面積150.29平方公尺。王家灣張氏家族墓結構嚴謹，規模宏大，佈局合理，雕刻藝術精湛，題材、內容豐富，做工獨具匠心，造型端莊，圖案栩栩如生，對研究清代民間墓葬文化、古代建築風格和石雕藝術具有較高的價值。第三次全國文物普查新發現。